# ماشين غان كيلي
ريتشارد كالسون باكر (بالإنجليزية: Richard Calson Baker)‏ (ولد 22 أبريل 1990) ويعرف في الوسط الفني أكثر باسم ماشين غان كيلي (بالإنجليزية: machine gun Kelly)‏ أو MGK هو مغني راب وكاتب أغاني وممثل ولد في 22 أبريل 1990 في هيوستن، تكساس في الولايات المتحدة الأمريكية.
بدأ مسيرته الموسيقية وهو في سن المراهقة (2006) ووقع أول عقد له مع شركة (بالإنجليزية: bad boy)‏ و«إنترسكوب للتسجيل» (بالإنجليزية: interscope record)‏ سنة 2011. أطلق "MGK" أول ألبوماته سنة 2012 تحت اسم لايس أب (بالإنجليزية: lace up)‏ وحقق ردود فعل إيجابية من النقاد، تضمن الألبوم أغاني مثل «فتي جامح» (بالإنجليزية: wild boy)‏ و«ستيريوا» (بالإنجليزية: stereo)‏ و«تمهل» (بالإنجليزية: hold on)‏ ما جعله يحتل المركز الرابع في ترتيب الألبومات الأمريكية بيلبورد 200 وحقق رقم مبيعات بلغ 176,0000 نسخة. في سنة 2015 أطلق أغنية «حتي أموت» (بالإنجليزية: till I die)‏ التابعة لألبومه
(بالإنجليزية: General admission)‏ والذي بدوره حقق المركز الرابع في ترتيب الألبومات في الولايات المتحدة الأمريكية بيلبورد هوت 100.

## روابط خارجية
- الموقع الرسمي
- ماشين غان كيلي على موقع IMDb (الإنجليزية)
- ماشين غان كيلي على موقع روتن توميتوز (الإنجليزية)
- ماشين غان كيلي على موقع ألو سيني (الفرنسية)
- ماشين غان كيلي على موقع ميوزك برينز (الإنجليزية)
- ماشين غان كيلي على موقع رولينغ ستون (الإنجليزية)
- ماشين غان كيلي على موقع إن إن دي بي (الإنجليزية)
- ماشين غان كيلي على موقع أول ميوزيك (الإنجليزية)
- ماشين غان كيلي على موقع أول ميوزيك (الإنجليزية)
- ماشين غان كيلي على موقع ديسكوغز (الإنجليزية)
- ماشين غان كيلي على موقع قاعدة بيانات الفيلم (الإنجليزية)